# Exorista nitida
Exorista nitida är en tvåvingeart som beskrevs av Macquart 1850. Exorista nitida ingår i släktet Exorista och familjen parasitflugor.
Artens utbredningsområde är Frankrike. Inga underarter finns listade i Catalogue of Life.